# 江波車庫
江波車庫（えばしゃこ）は、広島県広島市中区江波西1丁目にある、広島電鉄の路面電車の車庫、及び広電バスの路線バスの車庫（都市圏輸送営業部・広島中央営業所）である。なお、電車の運行管理を行う電車事業本部・電車営業部江波出張所も併設されている。

## 概要
広島電鉄江波線江波電停の先に位置する。構内には電車の車庫・バスの車庫も併設されている。

## 歴史
- 1952年10月1日 - 江波陸軍射的場跡地に江波車庫が完成。江波電停もあわせて現在地に移設された。
原爆投下後、亡くなった被爆者を射的場跡地で火葬したといわれる。
- 2000年 - マダムジョイ江波店が開店。
- 2002年 - マダムジョイ江波店内にウォンツ江波店が開店。
- 2006年3月9日 - CNGガス供給施設「江波エコ・ステーション」オープン。
- 2018年10月23日 - マダムジョイの運営会社、広電ストアがマックスバリュ西日本へ事業譲渡を行ったことに伴い、マダムジョイ江波店（同年9月26日閉店）がマックスバリュ江波店にリニューアルオープン。
- 2023年4月11日 - 機構改正により、広電バス江波営業課の名称が広島中央営業所（ひろしまちゅうおうえいぎょうしょ）に変更された。

## 電車車庫
広島電鉄の車両基地。市内線の車両が在籍する。
超低床電車のグリーンムーバーがドイツから空輸された際、広島空港から江波車庫に搬入され整備された。また国産超低床電車のグリーンムーバーmax（マックス）、1000形、5200形も江波車庫へ搬入、整備を行っている。

### 在籍車両
- 貨50形 : 51
- 100形 : 101
- 150形 : 156（被爆電車）
- 200形 : 238
- 600形 : 602
- 650形：653（被爆電車）
- 700形 : 706、711 - 714
- 800形 : 803、804、806、808、809
- 1000形 : 1002 - 1006、1008、1009
- 1900形 : 1906、1909、1911、1913-1915

### 保管車両

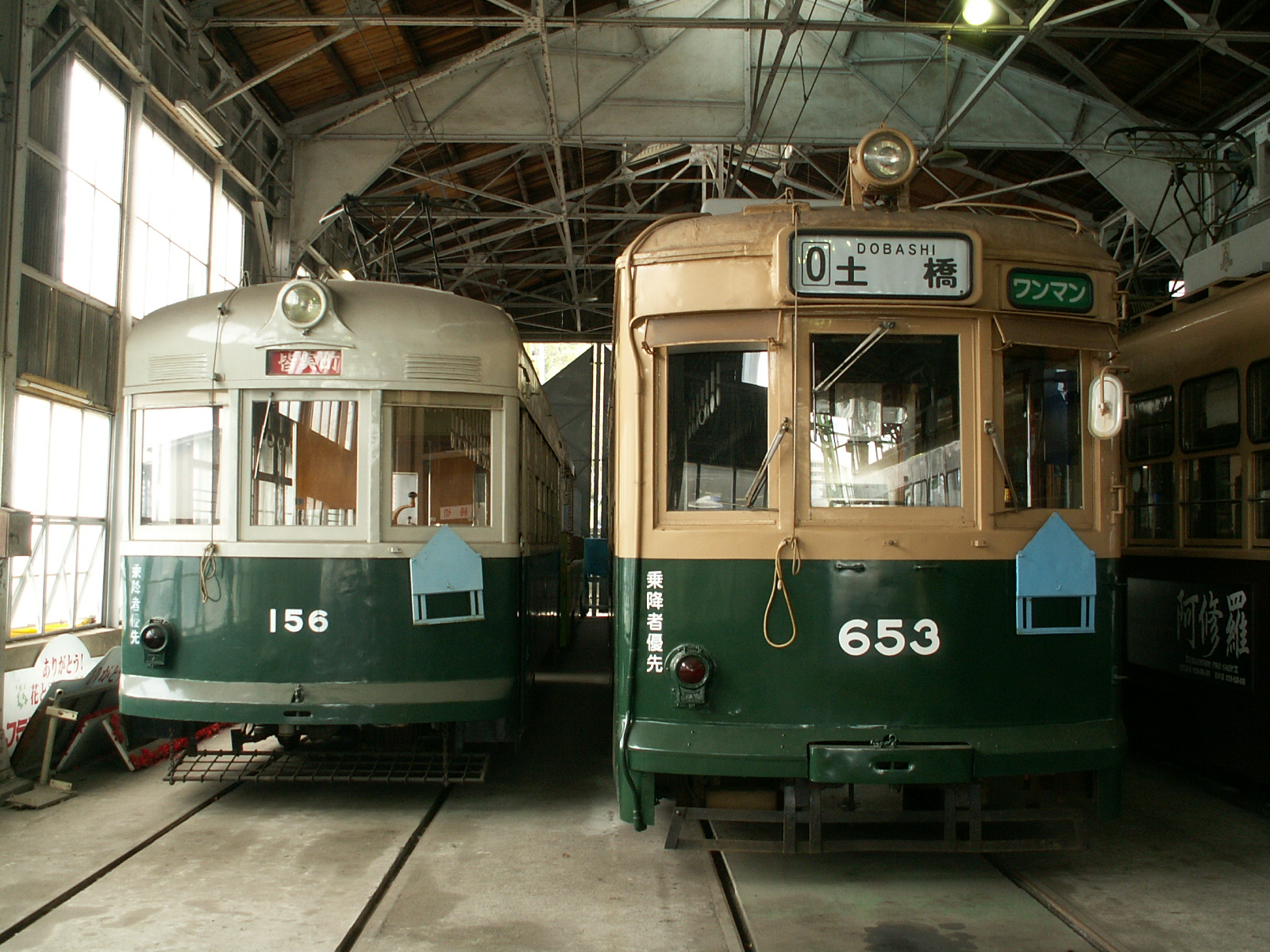
江波車庫に留置されている156号と653号

2004-2005号及び3501号が留置されている。

## 担当路線（電車）
6号線
広島駅 - 八丁堀 - 紙屋町東・西 - 十日市町 - 土橋 - 舟入本町 - 舟入川口町 - 江波
8号線
横川駅 - 別院前 - 十日市町 - 土橋 - 舟入本町 - 舟入川口町 - 江波
- 朝は周辺の高校（観音高校、舟入高校、広島商業高校）の学生客で多い
- 広島県公立高校入試一次選抜の日は終了後に8号線の臨時が(舟入川口町電停発横川駅行き-横川駅発江波行き)で運転される。

9号線
八丁堀 - 女学院前 - 縮景園前 - 家庭裁判所前 - 白島
朝のみ
江波 - 舟入本町 -土橋 - 十日市町 - 紙屋町西・東 - 八丁堀 - 白島
- 朝は江波電停5時53分発、6時34分発(平日のみ)、8時20分発(土・休日のみ)で運転される

夜のみ
白島 - 八丁堀 - 紙屋町東・西 - 十日市町 - 土橋 - 舟入本町 - 江波
また八丁堀を出ても9号線のまま
使用車両は2024年3月9日現在、1000形と800形で運転される

## バス車庫（広島中央営業所）
- 広電バスの広島市内路線バス車両が配属されている
- 社内コードは「6」
- 中国地方の民間バス会社では初めて導入されたCNGノンステップバスも配属されている。車庫内には広島ガスが運営するCNGガス供給施設「江波エコ・ステーション」がある。
- 2006年11月30日、所属する運転手が無免許運転を行っていたとして、中国運輸局広島運輸支局より、道路運送法違反で文書警告を受けた[要出典]。
- 広島電鉄では初のEVバスが所属している。（今後はエキまちループ等で運用する予定）

## 担当路線（バス）
エキまちループ（都心循環線）
広島バスと共同運行。2018年5月13日に、広電バス13号線と広島バス51号線との統合・再編により運行開始。一部便は広島中央が管轄。
- 101（左回り）:広島駅 → （ノンストップ） → 八丁堀 → 紙屋町 → 本通り → 袋町 → 白神社前 → 並木通り入口 → 田中町 → 平塚町 → 稲荷町 → 広島駅
  - 循環バス。平日ダイヤの朝・夕ラッシュ時は運休、土曜・休日は終日運行。一部、広島駅始発・終着便あり。

- 101:市役所前 → 白神社前 → 並木通り入口 → 田中町 → 平塚町 → 稲荷町 → 広島駅
  - 平日夕ラッシュ時のみ。

- 102（右回り）:広島駅 → 稲荷町 → 平塚町 → 田中町 → 並木通り入口 → 白神社前 → 本通り → 紙屋町 → 八丁堀 → （ノンストップ） → 広島駅
  - 循環バス。平日ダイヤの朝・夕ラッシュ時は運休、土曜・休日は終日運行。一部、広島駅始発・終着便あり。

- 103:広島駅 → 稲荷町 → 平塚町 → 田中町 → 並木通り入口 → 白神社前 → 中電前 → 市役所前
  - 平日朝ラッシュ時のみ。

3号線
- 3（上り）・3（下り）:広島駅 - 稲荷町 - 銀山町 - 八丁堀 - 紙屋町 - 本通り - 袋町 - 中電前 - 市役所前 - 大手町4丁目 - 加古町 - 舟入本町 - 新観音橋東・西 - 観音本町 - 南観音小学校前 - 総合グランド入口 - 観音三菱前 - 山陽学園前 - 観音マリーナ
- 3-3（下り）:広島駅 - 稲荷町 - 銀山町 - 八丁堀 - 紙屋町 - 本通り - 袋町 - 中電前 - 市役所前 - 大手町4丁目 - 加古町 - 舟入本町 - 新観音橋東・西 - 観音本町 - 南観音小学校前 - 総合グランド入口 - 観音新町三丁目
- 3（上り）:観音マリーナ  - 山陽学園前 - 観音三菱前- 観音新町三丁目 → 総合グランド入口 → 南観音小学校前 → 観音本町 → 新観音橋西・東 → 舟入本町 → 加古町 → 大手町4丁目 → 市役所前 → 中電前 → 本通り → 紙屋町 → 八丁堀 → 銀山町 → 稲荷町 → 広島駅
  - 両者の違いは終点のみ。かつては「観音三菱・広島ヘリポート」行。袋町は観音新町三丁目・観音マリーナホップ方面行きのみ停車する。

平成30年5月14日のダイヤ改正により、広島ヘリポート行きおよび南観音七丁目行きが廃止。観音新町三丁目行き新設（広島ヘリポートは広島駅行きのみ）。また、始発繰り上げ、最終繰り下げが行われた。あわせて、観音新町三丁目ゆき深夜バスが平日1便設定される。また令和4年3月13日のダイヤ改正により広島ヘリポート行きが廃止全便、観音マリーナホップ行きと、観音新町三丁目行きになった。
令和6年12月1日を持って広島マリーナホップが閉館したことに伴い、翌2日より観音マリーナホップバス停は『観音マリーナ』に改称された。
6号線
- 牛田早稲田団地 → 女学院大学前 → 牛田本町1丁目 → 牛田旭 → 牛田本町 → 牛田大橋 → 白島町 → 逓信病院前 → 検察庁前 → 八丁堀 → 本通り → 袋町 → 中電前 → 市役所前 → 大手町4丁目 → 舟入本町→ 舟入小学校入口 → 江波営業所 → 江波トンネル北 → 江波三菱前 → 皿山公園 → 江波営業所
平日の朝に4往復牛田旭始発あり。
  - 方向幕は「江波営業所」行き。牛田旭を経由しない便がラッシュ時にあり。
- 牛田早稲田団地 → 女学院大学前 → 牛田本町1丁目 → 牛田本町 → 牛田大橋 → 白島町 → 逓信病院前 → 検察庁前 → 八丁堀 → 本通り → 袋町 → 中電前 → 市役所前 → 大手町4丁目 → 加古町 → 舟入本町 → 舟入小学校入口 → 江波営業所 → 江波トンネル北 → 江波三菱前
  - 方向幕は「江波」行き。牛田旭を経由しない便（朝晩）、牛田旭始発便（平日朝のみ）あり。上記との違いは、江波三菱前で方向幕を牛田方面行きに変え、そのまま牛田早稲田（牛田旭）まで運行すること。
- 牛田旭 → 牛田本町 → 牛田大橋 → 白島町 → 逓信病院前 → 検察庁前 → 八丁堀 → 本通り → 袋町 → 中電前 → 市役所前
  - 平日朝ラッシュ時のみ。
- 牛田早稲田団地 → 女学院大学前 → 牛田本町1丁目 → 牛田旭 → 牛田本町 → 牛田大橋 → 白島町 → 逓信病院前 → 検察庁前 → 八丁堀 → 本通り → 袋町 → 中電前 → 市役所前
  - 朝ラッシュ時に数本ある。
- 6-1:牛田早稲田団地 → 女学院大学前 → 牛田本町1丁目 → 牛田本町 → 牛田大橋 → 白島町 → 逓信病院前 → 検察庁前 → 八丁堀 → 本通り → 袋町 → 中電前 → 市役所前 → 大手町4丁目 → 加古町 → 新住吉橋 → ≪かきうち通り≫ → 江波小学校 → 江波三菱前 → 江波営業所
  - 方向幕は「かきうち通り（経由）江波営業所」行き。逆方向は無し。朝ラッシュ時の便と最終便は牛田旭を経由しない。休日運休。

牛田早稲田団地 → 女学院大学前 → 牛田本町1丁目 → 牛田本町 → 牛田大橋 → 白島町 → 逓信病院前 → 検察庁前 → 八丁堀 → 本通り → 袋町 → 中電前 → 市役所前 → 大手町4丁目 → 加古町 → 新住吉橋 → ≪かきうち通り≫ → 江波小学校 → 江波三菱前
- 方向幕は「かきうち通り（経由）江波」行き。逆方向は無し。朝晩に牛田旭を経由しない便あり。休日運休。舟入本町経由便同様、江波三菱で折り返し牛田方面行きとなる。

江波三菱前 → 江波営業所 → 舟入小学校入口 → 舟入本町 → 加古町 → 大手町4丁目 → 市役所前 → 中電前 → 本通り → 八丁堀 → 検察庁前 → 逓信病院前 → 白島町 → 牛田大橋 → 牛田本町 → 牛田旭
- 平日朝ラッシュ時5本のみの運行。ほか、平日朝ラッシュ時に舟入南発が運行される。

- 6-2:江波三菱前 → 皿山公園下 → 江波営業所 → 舟入小学校入口 → 舟入本町 → 加古町 → 大手町4丁目 → 市役所前 → 中電前 → 本通り → 紙屋町 → 八丁堀 → 検察庁前 → 逓信病院前 → 白島町 → 牛田大橋 → 牛田本町 → 牛田本町1丁目 → 女学院大学前 → 牛田早稲田団地

- 牛田旭を経由しない。平日朝のみの運行。牛田旭を経由しない。舟入南発もある。

- 6-3:江波三菱前 → 皿山公園下 → 江波営業所 → 舟入小学校入口 → 舟入本町 → 加古町 → 大手町4丁目 → 市役所前 → 中電前 → 本通り → 紙屋町 → 八丁堀 → 検察庁前 → 逓信病院前 → 白島町 → 牛田大橋 → 牛田本町 → 牛田旭 → 牛田本町 → 牛田本町1丁目 → 女学院大学前 → 牛田早稲田団地

かつては牛田旭～江波方面、牛田東～江波方面の2系統で運行されていた。牛田東でのバス発着は当時のひろでん牛田店（ユアーズ牛田店を経て現在はショージ牛田店）横に設けられたバス転回場で行っていた。牛田早稲田の宅地造成が進んだ1982年より牛田早稲田団地まで路線が延伸され、現在に近い路線形態となる。
8号線
- 8（上り）・8（下り）:横川駅 - 横川新町 - 中広中学校前 - 中広1丁目 - 天満町 - 西観音町 - 観音小学校前 - 旭橋入口 - 南観音小学校前 - 南観音7丁目 - 西税務署入口 - 総合グランド入口 - 観音三菱前 - 山陽学園前 - 観音マリーナホップ
  - 両者の違いは終点のみ。休日全便運休。
- 8（上り）・8-1（下り）:横川駅 - 横川新町 - 中広中学校前 - 中広1丁目 - 天満町 - 西観音町 - 観音小学校前 - 旭橋入口 - 南観音小学校前 - 南観音7丁目 - 西税務署入口 - 総合グランド入口 - 観音三菱前 - 広島ヘリポート
  - 平日・土曜日のみの運行。観音新町三丁目行は夜に1本、横川駅行は朝に1本のみ。

10号線
- 己斐(西広島駅) → （ノンストップ） → 中電前 → 市役所前 → 比治山橋 → 出汐町 → 大学病院 → 出汐3丁目 → 旭町 → 西旭町 → 出汐3丁目 → 出汐町 → 比治山橋 → 市役所 → 中電前 → （ノンストップ） → 己斐
  - 循環バス。平日ダイヤの朝・夕のみ運行。一部、市役所及び大学病院前始発・終着便あり。かつては大学病院を経由しない便や旭町発着も存在した。

西風みなとライン
広島バスと共同運行。2024年10月5日より広島港桟橋 - アルパーク間を広島バス、アルパーク - ジ・アウトレット広島・免許センター間を広電バスが運行する形に変更。アルパークを跨ぐ区間を利用する場合は、アルパークでの乗り継ぎが必要となる
。
- 201（上り）・202（下り）:広島港桟橋 - ≪高速3号線≫ - アルパーク - ≪草津沼田道路≫ - ジ・アウトレット広島 - 免許センター（太字が管轄区間）
  - 上下共に9便で運行。免許センター発着便は、上り3本・下りの2本。2024年9月29日までは朝2便のみ運行。
  - 2025年9月25日までの土休日のみ運行。当初は2024年9月29日までを予定していたが期間延長となった。

## 車庫（バス）

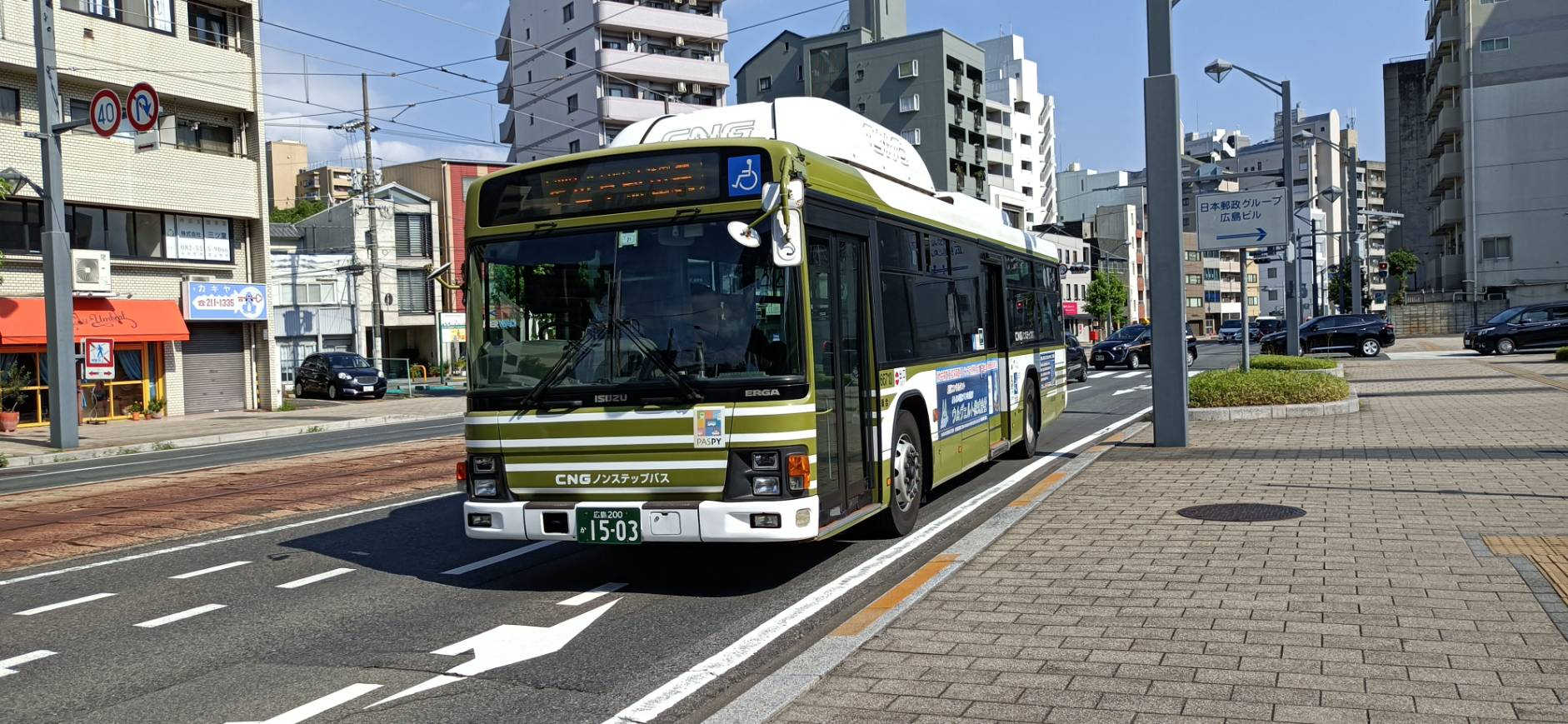
牛田早稲田行きのバス

- 広島中央営業課観音マリーナ車庫（6）　　　　　　　
  - 広島県広島市西区観音新町4丁目16
- 広島中央営業課牛田早稲田団地車庫（6）
  - 広島県広島市東区牛田東4丁目16-1

## 周辺
- 江波電停
- 広島市立江波中学校
- 広島県立広島商業高等学校
- 江波皿山公園
- 舟入神社
- 江波山公園

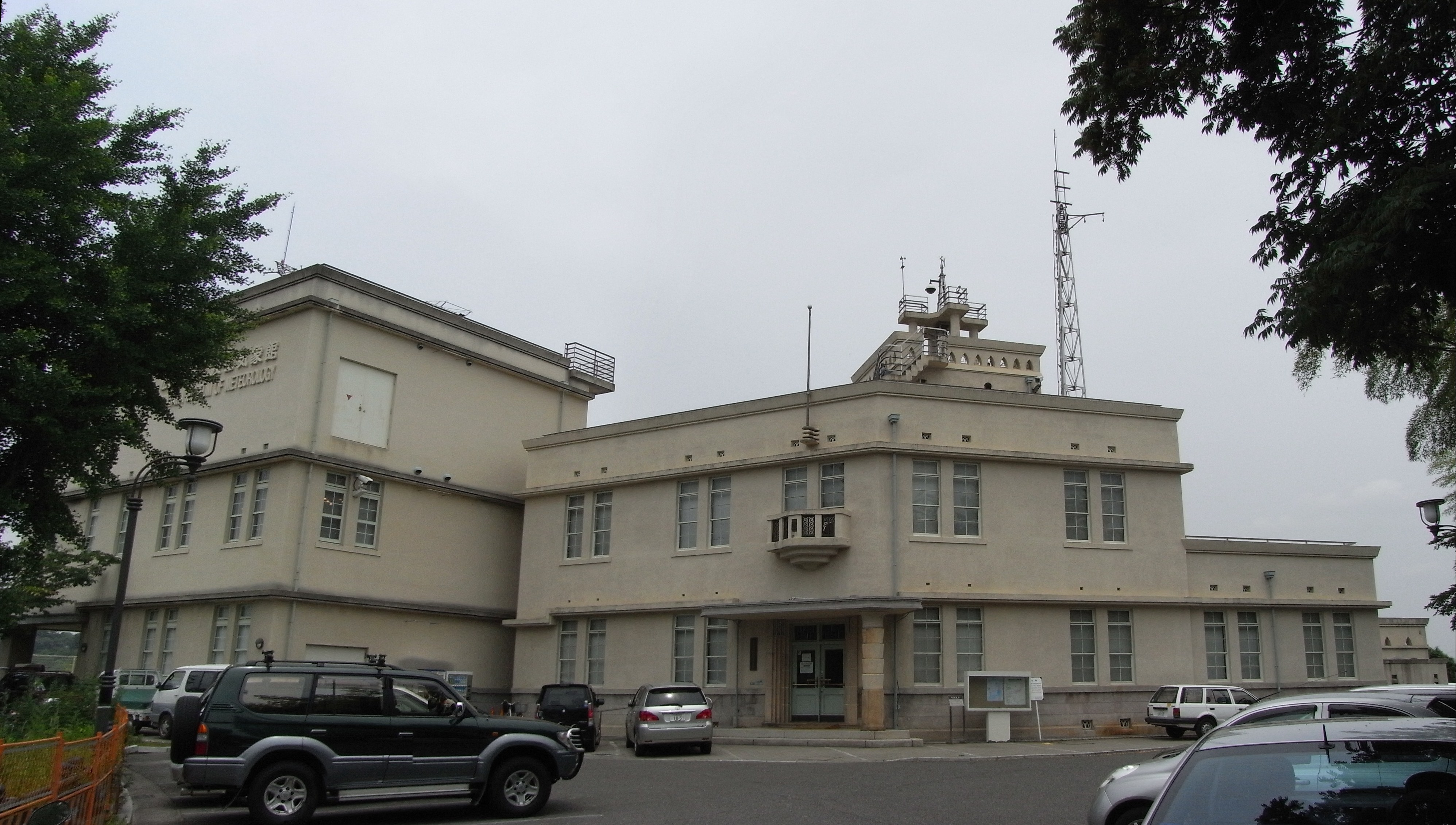
広島市江波山気象館

- 広島市江波山気象館 - 気象をテーマとする博物館。「広島地方気象台」の施設であった建物を改装し、1992年に江波山気象館として開館した。